# Fort Pitt Provincial Park
Fort Pitt Provincial Park är en park i Kanada.   Den ligger i provinsen Saskatchewan, i den centrala delen av landet, 2 600 km väster om huvudstaden Ottawa. Fort Pitt Provincial Park ligger 580 meter över havet.
Terrängen runt Fort Pitt Provincial Park är platt. Trakten runt Fort Pitt Provincial Park är nära nog obefolkad, med mindre än två invånare per kvadratkilometer.. 
Trakten runt Fort Pitt Provincial Park består till största delen av jordbruksmark.